# Görkem Sevindik
Görkem Sevindik (ur. 17 października 1986 w Adanie) – turecki aktor.

## Życiorys
Uczył się aktorstwa w Centrum Sztuki Müjdat Gezen. Zadebiutował w serialu Kurtlar Vadisi Pusu (2010-2016). Ponadto zagrał w serialach Kalbim Seni Seçti (2011), Söz (2017-2019) i Ramo (2020). Otrzymał wiele nagród, między innymi w 2019 został najlepszym aktorem drugoplanowym według Stambulskiego Uniwersytetu Aydın.

## Filmografia
| Rok       | Tytuł               | Rola                |
| --------- | ------------------- | ------------------- |
| 2010–2016 | Kurtlar Vadisi Pusu | Pusat Çakir         |
| 2011      | Kalbim Seni Seçti   |                     |
| 2017–2019 | Söz                 | Mücahit Serdengecti |
| 2020      | Ramo                | Boz                 |